# پارک‌وی (کالیفرنیا)
پارک‌وی (به انگلیسی: Parkway) یک منطقهٔ مسکونی در ایالات متحده آمریکا است که در شهرستان ساکرامنتو، کالیفرنیا واقع شده‌است. پارک‌وی ۶٫۲۶۳ کیلومتر مربع مساحت و ۱۴٬۶۷۰ نفر جمعیت دارد و ۶٫۱ متر بالاتر از سطح دریا واقع شده‌است.